# 선천 (연호)
선천(先天, 712년 8월 ~ 713년 11월)은 당나라(唐) 현종(玄宗) 이융기(李隆基)의 첫번째 연호이다. 약 1년 4개월 동안 사용하였다.

## 개원
- 연화(延和) 원년 8월 7일[1](712년 9월 12일)에 연호를 선천(先天)으로 개원함.[2][3][4][5]

- 선천(先天) 2년 12월 1일[6](713년 12월 22일)에 연호를 개원(開元)으로 개원함.[7][8][4][5]

## 연대 대조표
| 선천       | 원년       | 2년        |
| 서기(西紀) | 712년      | 713년      |
| 간지(干支) | 임자(壬子) | 계축(癸丑) |

## 동시대 연호

### 일본
- 와도(和銅) (708년 ~ 715년)

## 같이 보기
- 중국의 연호 목록